# Карданов, Аскарбий Хаджибиевич
Карда́нов Аскарбий Хаджибиевич (род. 7 мая 1968 года, аул Кошехабль, Кошехабльский район, Адыгейская АО, Краснодарский край СССР) — российский религиозный и общественный деятель. Муфтий, председатель Духовного управления мусульман Республики Адыгея и Краснодарского края с 24 ноября 2012 года.

## Биография
Родился 7 мая 1968 года, в ауле Кошехабль Адыгейской АО Краснодарского края РСФСР.
После окончания средней школы в родном ауле, проходил службу в рядах Советской Армии.
С 1991 по 1994 года обучался в Исламском институте «Абу-Нур» в Дамаске.
После возвращения в Адыгею с 1994 по 1997 года работал управляющим делами Дин-Хасэ Кошехабльского района.
В 1997 году избран заместителем муфтия Духовного управления мусульман Адыгеи и Краснодарского края.
Одновременно с этим занимал должность Председателя местной религиозной организации мусульман города Майкоп.
В 2008 году окончил Северо-Кавказский Исламский университет имама Абу-Ханифы, а также Майкопский государственный технологический университет по специальности «Государственное и муниципальное управление».
24 ноября 2012 года избран председателем (муфтием) Духовного управления мусульман Республики Адыгея и Краснодарского края.
В июле 2022 года, как «поддержавший агрессию России против Украины», был внесён ФБК в список разжигателей войны состоящий из лиц которые «используют свои религиозные организации для пропаганды агрессии и массового убийства», с предложением введения против него международных санкций.

## Награды
- Почётная грамота Президента Российской Федерации (9 августа 2023 года) — за большой вклад в гармонизацию межрелигиозных и межнациональных отношений[3].